# Establo Tamanoi

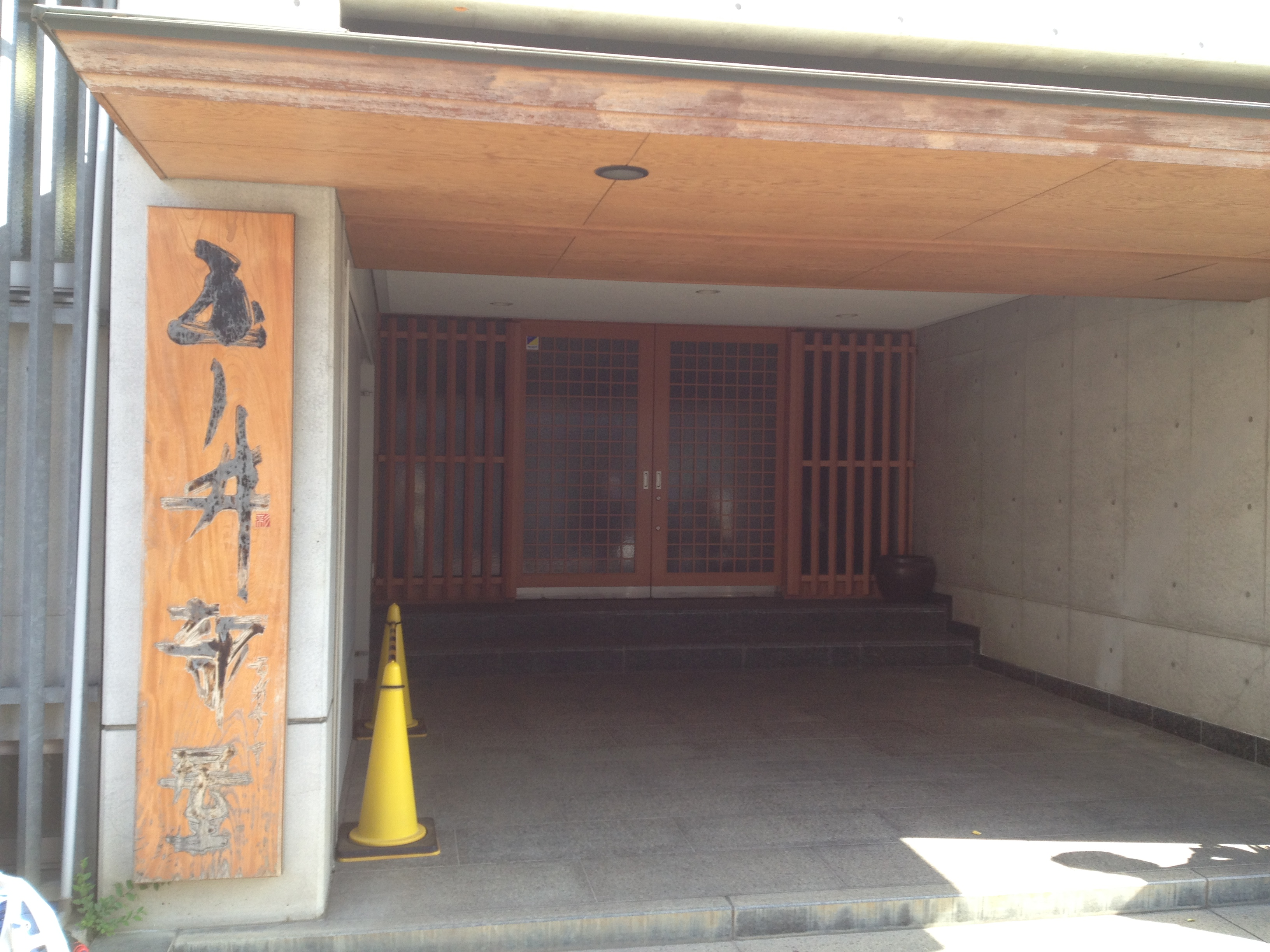
Entrada principal del Establo Tamanoi

El Establo Tamanoi (玉ノ井部屋, Tamanoi-beya) es un establo de entrenamiento de sumo profesional. El establecimiento forma parte del ichimon Dewanoumi. Fue fundado en 1990 por el ex sekiwake Tochiazuma Tomoyori tras independizarse del establo Kasugano. El maestro Tamanoi (Tochiazuma) tuvo bajo su tutela a su propio hijo, el cual también se convirtió en luchador de sumo profesional bajo el mismo nombre de ring, Tochiazuma, alcanzando luego el rango de ōzeki. En septiembre de 2009, el maestro Tamanoi alcanzó la edad de retiro obligatoria, siendo sucedido por su hijo. Para enero de 2023, el establo poseía un total de 21 luchadores, dos de ellos con estatus de sekitori.
El establo está ubicado en la localidad de Nishiarai dentro del barrio especial de Adachi de la ciudad de Tokio. En 2004, se construyó una nueva instalación a tan solo diez minutos del antiguo establo. En diciembre de 2011, el maestro Tamanoi y sus luchadores asistieron a la policía al llevar a cabo patrullas de prevención de crimen en el área local antes de las celebraciones de Año Nuevo.
En septiembre de 2020, diecinueve miembros del establo dieron positivo para COVID-19 después de que un luchador de bajo rango se enfermase. Como consecuencia, a todos los luchadores del establo se les prohibió participar en el torneo de septiembre.

## Nombres de ring
Varios luchadores de este establo adoptan nombres de ring o shikona con el sufijo "Azuma" o "Tō" (東), significando Este, y extraído del nombre del maestro y dueño del establo, el ex ōzeki Tochiazuma, al igual que su padre, el fundador. El kanji también puede ser usado como prefijo, ejemplos incluyen a Azumaryū y Azumasato.

## Dueños
- 2009–presente: El décimo tercer (13°) Tamanoi Daisuke (fuku-riji, ex ōzeki Tochiazuma Daisuke)
- 1990–2009: El décimo segundo (12°) Tamanoi Tomoyori (ex sekiwake Tochiazuma Tomoyori)

## Luchadores activos destacados
- Fujiazuma (mejor rango: maegashira)
- Tōhakuryū (mejor rango: maegashira)
- Yoshiazuma (mejor rango: maegashira)
- Hatsuyama[ja] (mejor rango: jūryō)

## Exluchadores destacados
- Azumaryū (ex maegashira)
- Ryūkō (ex jūryō)

## Asistentes
- Ōhidake[ja] (sewanin, ex jūryō, de nombre real: Eiryū Idokawa)

## Gyōji
- Kimura Yukihiro (jūryō gyōji, de nombre real: Yukihiro Fukunaga)

## Yobidashi
- Shunsuke (makushita yobidashi, de nombre real: Satoru Watanabe)

## Tokoyama
- Tokotsuka (tokoyama de segunda clase)
- Tokotama (tokoyama de quinta clase)

## Ubicación y acceso
Nishiarai 4-1-1, barrio especial de Adachi, Tokio. A 10 minutos caminando desde la estación Nishiaraidaishi-nishi (Línea Nippori-Toneri)